# José Luis Escobar Alas

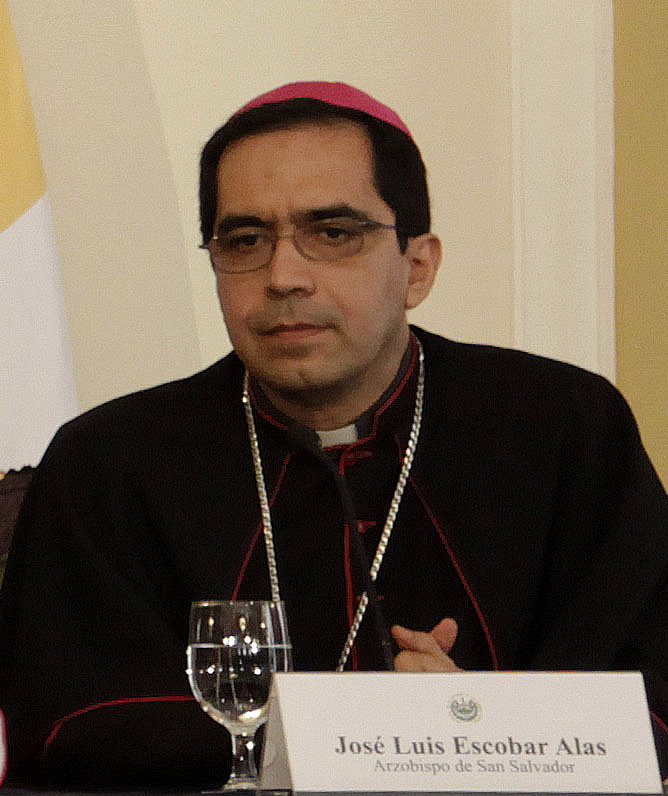
José Luis Escobar Alas (2015)

José Luis Escobar Alas (* 10. März 1959 in San Salvador) ist römisch-katholischer Erzbischof von San Salvador.

## Leben
Escobar Alas wurde nach dem Theologiestudium in Mexiko am 15. August 1982 zum Priester für die Diözese San Vicente geweiht. 
Am 19. Januar 2002 ernannte ihn Papst Johannes Paul II. zum Weihbischof seiner Heimatdiözese und zum Titularbischof von Thibica. Die Bischofsweihe spendete ihm José Oscar Barahona Castillo, Bischof von San Vicente, Mitkonsekratoren waren der Apostolische Nuntius in Venezuela, Erzbischof Giacinto Berloco und Eduardo Alas Alfaro, der Bischof von Chalatenango. 
Am 4. Juni 2005 wurde er von Papst Benedikt XVI. zum Bischof von San Vicente ernannt und am 9. Juli 2005 feierlich eingeführt. 
Am 27. Dezember 2008 erfolgte die Ernennung zum Erzbischof von San Salvador.